# Кулик-довгоніг (рід)
Кулик-довгоніг (Himantopus) — рід сивкоподібних птахів родини чоботарових (Recurvirostridae). Включає 2-6 видів, залежно від класифікації.

## Поширення
Рід досить поширений в обох півкулях.

## Види
- Кулик-довгоніг чорнокрилий (Himantopus himantopus)
- Himantopus knudseni
- Himantopus leucocephalus
- Himantopus melanurus
- Himantopus mexicanus
- Кулик-довгоніг чорний (Himantopus novaezelandiae)